# Borșcivka, Horodok
Borșcivka (în ucraineană Борщівка) este un sat în comuna Radkovîțea din raionul Horodok, regiunea Hmelnîțkîi, Ucraina.

## Demografie
Componența lingvistică a localității Borșcivka
     Ucraineană (99,86%)
     Alte limbi (0,14%)
Conform recensământului din 2001, majoritatea populației localității Borșcivka era vorbitoare de ucraineană (99,86%), existând în minoritate și vorbitori de alte limbi.